# ژرف اندیشی

حباب فکر

ژرف‌اندیشی (به انگلیسی: Deliberation)(به عربی: رویت ())(رویت (رَ یَّ) [ع .] (اِ) اندیشه در امور، فکر، تأمل.) رویت (ژرف‌اندیشی) یکی از مراحل فعل ارادی است و مبتنی است بر تأمل و تفکر در انجام کار پیش از اقدام کردن دربارهٔ آن. به این جهت گفته‌اند رویت عبارت است از نظر روشن و صریح در انجام کار، برای ایجاد موازنه بین انگیزه و نتیجه فعل؛ وقتی با تثبیت و تعیین، چنین موازنه‌ای به دست آمد، شرایط انجام کار، فراهم شده‌است. اما اگر این موازنه به دست نیامد، نتیجه این است که انسان در حیرت و دو دلی فرومی‌رود. رویت در مقابل انزوا و کناره‌گیری و مترادف نظر و تفکر است.
کسانی می‌گویند که مردم در خواست خود آزادند و کسانی هم هستند که جز این می‌گویند. همچنین نکته‌های دیگری است که آنان بر سر آنها با یکدیگر آشکارا در جنگ و ستیزند. نمی‌شود هم یک باره همه آنچه آنان می‌گویند پذیرفت؛ و شک و دو دلی پراکندگی به بار می‌آورد و دوری از آن یکپارچگی و نیازمند شناخت ژرف هستیم.از جلمه ژرف اندیشان معاصر میتوان به رمضان علی شاکری،مریم دولت آبادی(مادر روانشناسی ایران)علی زارع زادگان نامبرد